# Autopista AP-41
Die Autopista AP-41 oder Autopista Madrid–Córdoba ist eine Autobahn in Spanien. Die Autobahn beginnt in Madrid und endet in Córdoba. Fertiggestellt ist derzeit nur der Teil bis nach Toledo.

## Größere Städte an der Autobahn
- Madrid
- Toledo